# John Hayes (rugbista)
John James Hayes (Cappamore, 2 de noviembre de 1973) es un ex–jugador irlandés de rugby que se desempeñaba como pilar. Fue internacional con el XV del Trébol de 2000 a 2011 y representó a los British and Irish Lions.

## Selección nacional
Fue seleccionado al XV del Trébol por primera vez para el Torneo de las Seis Naciones 2000 y debutó contra el XV del Cardo. Su último partido lo jugó ante el mismo rival en agosto de 2011.
En total jugó 105 partidos, ubicándose como uno de los máximos representantes de su país y marcó 10 puntos, productos de dos tries.

### Participaciones en Copas del Mundo
Disputó los mundiales de Australia 2003 donde los irlandeses fueron eliminados en los cuartos de final por Les Bleus y Francia 2007 donde Irlanda llegó como una de las favoritas e integró el grupo de la muerte, sin embargo la historia fue distinta; el XV del Trébol resultó eliminado en fase de grupos tras caer ante el local y los Pumas.
| Mundial                       | Sede      | Resultado        | PJ | Tries |
| ----------------------------- | --------- | ---------------- | -- | ----- |
| Copa Mundial de Rugby de 2003 | Australia | Cuartos de final | 5  | 0     |
| Copa Mundial de Rugby de 2007 | Francia   | Fase de grupos   | 4  | 0     |

### Leones Británicos
Los British and Irish Lions, a cargo de Clive Woodward lo seleccionaron para disputar la gira a Nueva Zelanda 2005 y cuatro años más tarde Ian McGeechan lo convocó para la gira a Sudáfrica 2009.
En Nueva Zelanda 2005 Hayes jugó uno de los test matches contra los All Blacks y no marcó puntos, este tour está considerado el peor de la historia porque los Lions fueron destrozados 3–0; perdieron todos los partidos por 20 puntos, estuvieron débiles en la defensa y se los vio muy desordenados tácticamente.

## Palmarés
- Campeón del Torneo de las Seis Naciones de 2009.
- Campeón de la Copa de Campeones de 2005–06 y 2007–08.
- Campeón del Pro14 de 2002–03, 2008–09 y 2010–11.
- Campeón del Interprovincial Championship de 1999, 2000 y 2001.